# Bertrand Gascon
Bertrand Gascon, né à Campuzan et mort fin 1332, est un prélat français   du XIVe siècle. Bertrand doit son surnom à la province où il est né.

## Biographie
Bertrand est fait évêque de Nevers en 1322.  En 1332, retenu malade au château de Prémery, Bertrand écrit à Pierre La Palud, patriarche latin de Jérusalem (1329-1342), de lettres[Quoi ?] portant tout pouvoir d'exercer les fonctions épiscopales dans le diocèse de Nevers. En vertu de ces pouvoirs, le patriarche consacre la cathédrale de Saint-Cyr et en l'honneur de la Sainte Vierge et de saint Jean-Baptiste, l'église de la Chartreuse de Basseville.

## Sources
- Honoré Jean P. Fisquet, La France pontificale, Métropole de Sens, Paris, 1864